# Шарнебек
Шарнебек (на немски: Scharnebeck) е община в Долна Саксония, Германия, с 3461 жители (31 декември 2014). Намира се на 10 km североизточно от Люнебург.
Споменат е за пръв път в документ през 1231 г. като Scerenbeke. През 1253 г. се споменава за пръв път манастир Шарнебек.